# Enrique Sierra
Enrique Sierra Egea (Madrid 29 de juliol de 1957 - 17 de febrer de 2012) va ser un guitarrista, compositor i productor. Cofundador de Kaka de Luxe i del mític grup Radio Futura i protagonista de la movida madrilenya, va ser coautor entre d'altres del tema Escuela de calor.

## Biografia musical
El 1977, amb 19 anys va formar Kaka de Luxe juntament amb Olvido Gara "Alaska", Fernando Márquez "El Zurdo", Manolo Campoamor, Carlos Berlanga (Darío Castro) i Nacho Canut, segurament el grup més significatiu del punk espanyol. Enrique Sierra, que procedia de "Vibraciones", es va consolidar amb Olvido Gara com el guitarrista de la banda. Kaka de Luxe va editar el seu primer i únic EP homònim l'any 1978.
La banda va assolir una certa popularitat mitjançant la revista Disco Express. L'aportació de Kaka de Luxe al rock modern espanyol es va concretar en la difusió del punk, moviment musical d'origen britànic desconegut aleshores a Espanya. La seva introducció a Espanya com un moviment "underground" seria una de les bases de la coneguda Moguda Madrilenya.
L'any 1978, després de la dissolució de Kaka de Luxe, Sierra va fundar Radio Futura amb els germans Santiago i Luis Auserón, Herminio Molero i Javier Pérez Grueso. Radio Futura va arribar a ser una de les bandes més populars i de més influència a Espanya entre els anys vuitanta i començaments dels noranta. Enrique Sierra aportava l'estètica punk característica dels inicis del grup que, al llarg de la seva evolució fins a l'any 1992, es fusionaria amb el rock llatí.
Després que Radio Futura es dissolgués l'any 1992, Enrique Sierra va editar l'any 1995 el seu primer àlbum en solitari, Mentiras, gravat a Londres amb músics britànics com Danny Cummings, percussionista de Dire Straits, i produït juntament amb Joe Dworniak (Radio Futura, Jarabe de Palo). Com Enrique Sierra y los Ventiladores va fer gires per tot Espanya. També juntament amb Pilar Román i Luis Auserón, ex Radio Futura, va fundar Klub l'any 1997, grup que barrejava rock i música electrònica.
Va guanyar dos Premis Grammy Llatins com a enginyer de so, tots dos per successius treballs a discos de Rosario Flores: el primer el 2002, en l'àlbum Muchas Flores, i el segon el 2004 perMil Colores.
Va morir el 17 de febrer de 2012 a Madrid a causa d'una llarga malaltia renal.